# Narros
Narros település Spanyolországban, Soria tartományban. Narros Almajano, Cirujales del Río, La Losilla, Suellacabras, Arancón és Aldehuela de Periáñez községekkel határos. Lakosainak száma 71 fő (2024).

## Népesség
A település népessége az elmúlt években az alábbi módon változott:
| Lakosok száma | 53   | 50   | 45   | 43   | 45   | 45   | 45   | 50   | 49   | 71   |
|               | 2001 | 2004 | 2007 | 2009 | 2012 | 2014 | 2017 | 2019 | 2022 | 2024 |